# Bucaspor
Bucaspor ist ein türkischer Fußballverein aus Buca, einem Stadtteil, der zur Großstadt Izmir gehört.

## Geschichte
Bucaspor ist nach Karşıyaka SK, Altay İzmir, Altınordu Izmir, Göztepe Izmir und Izmirspor der sechstälteste Fußballklub der Stadt Izmir. Der Verein wurde im Jahr 1928 von Süleyman Atakan, Bekir Eromat, Niyazi Gökgönül, Hasan Yalçınkaya und Niyazi Aktaş gegründet. Seit der Gründung sind die Vereinsfarben Blau und Gelb. Der frühere Präsident Yusuf Muhafız fügte während seiner Amtszeit die Farbe Rot hinzu, diese Farbe wurde später wieder entfernt.
Als im Jahr 1984 die dritthöchste professionelle Spielklasse, die heutige TFF 2. Lig wiedereingeführt wurde und Vereine nach der Erfüllung bestimmter Auflagen in die Liga aufgenommen wurden, gelang es Bucaspor der Einstieg in den türkischen Profifußball. Der Verein eröffnete früh Fußballschulen legte so den Grundstein für eine gute Nachwuchsförderung. Mit einem 1:0-Sieg gegen Edremitspor schaffte Bucaspor am 6. Mai 1990 zum ersten Mal den Aufstieg in die 2. Lig, in die heutige TFF 1. Lig.
In seiner ersten Zweitligasaison gewann die Mannschaft unter der Leitung von Erkan Velioğlu die ersten fünf Spiele. Man gab der Mannschaft den Spitznamen Fırtına (dt: Sturm). In den Jahren 1994 und 1996 verpassten man knapp den Aufstieg in die Süper Lig. Die Saison 2008/09 schloss Bucaspor als Erster der TFF 2. Lig ab und stieg in die TFF 1. Lig auf.
Im nachfolgenden Jahr gelang auf Anhieb der nächste Aufstieg. Die Saison 2009/10 schloss Bucaspor unter der Führung von Özcan Kızıltan als Vizemeister ab und stieg damit das erste Mal in der Vereinsgeschichte in die höchste türkische Spielklasse, die Süper Lig, auf. Somit gelang der Mannschaft ein Durchmarsch von der dritten Liga in die Erste. Entgegen der bisherigen Vereinsphilosophie, eine Mannschaft behutsam aus Nachwuchsspielern aufzubauen, wurde zur Saison 2010/11 mit Bülent Uygun ein neuer Trainer verpflichtet. Dieser krempelte die Mannschaft komplett um und ließ ihm vertraute gestandene Spieler verpflichten. Trotz dieser Investition, die der Verein nach Uyguns Direktive getätigt hatte, legte dieser bereits am 5. Spieltag sein Amt nieder und wurde Trainer des Ligakonkurrenten Eskişehirspor. Für diesen Amtswechsel erhielt er vom Verband eine Strafe von 200.000 TL (ca. 95.000 €), wegen Vertragsbruch. Bucaspor währenddessen verpflichtete den Routinier Samet Aybaba als Uyguns Nachfolger. Aybaba gelang es über eine lange Zeit nicht, den Verein aus den Abstiegsplätzen zu befreien. So trat Aybaba am 14. April 2011 zurück und wurde durch dessen Kotrainer, Sait Karafırtınalar, ersetzt. Dieser Trainer war seit Jahren als Nachwuchs- bzw. Kotrainer bei Bucaspor tätig und kannte die Vereinsphilosophie. Er war bereits als Spieler für den Verein aktiv. Karafırtınalar übernahm den Verein in den Abstiegsrängen und schaffte es, dass der Verein bis zum letzten Spieltag gegen den Abstieg kämpfte.
In der TFF-1. Lig-Saison 2011/12 belegte die Mannschaft den zwölften Tabellenplatz. Während der Saison konnte man vielen jungen Spielern, wie Salih Uçan, Abdulkadir Özgen, Emre Güral und Efe Özarslan, zu ihrem Durchbruch verhelfen. Diese Spieler konnten zum Saisonende gewinnbringend an diverse Süper-Lig-Vereine verkauft werden. Zur Saison 2012/13 startete der Verein mit einer Mannschaft, die überwiegend aus jungen Spielern bestand, die wiederum fast ausschließlich aus der eigenen Nachwuchsabteilung hervorgegangen sind.

## Erfolg
- Vizemeister der TFF 1. Lig: 2009/10
- Aufstieg in die Süper Lig: 2009/10
- Meister der TFF 2. Lig: 1989/90, 2008/09
- Aufstieg in die TFF 1. Lig: 1989/90, 2008/09
- TSYD-Izmir-Pokalsieger: 2008/09[1]

## Ligazugehörigkeit
- 1. Liga: 2010–2011
- 2. Liga: 1990–2001, 2009–2010, 2011–2015
- 3. Liga: 1984–1990, 2001–2009, 2015–2018
- 4. Liga: 2018–2019
- Amateurliga: seit 2019
- Diverse regionale Ligen: 1928–1984

## Bekannte Spieler
- Hasan Kabze
- Mehmet Batdal
- Orhan Ak
- Salih Uçan
- Umut Gündoğan
- Jerko Leko
- Yılmaz Özlem

## Ehemalige Trainer (Auswahl)
- Yıldırım Uran (März 1988 – Mai 1989)
- Ayfer Elmastaşoğlu (August 1993 – Oktober 1993)
- Yıldırım Uran (Juni 1994 – Mai 1995)
- Orhan Yüksel (Juni 1995 – Mai 1996)
- Yıldırım Uran (Oktober 1997 – Dezember 1998)
- Rıza Tuyuran (Dezember 2000 – März 2001)
- Özcan Kızıltan (Oktober 2007 – Mai 2008)
- Kemal Kılıç (August 2008 – Oktober 2009)
- Özcan Kızıltan (Oktober 2009 – Mai 2010)
- Bülent Uygun (Juni 2010 – Oktober 2010)
- Samet Aybaba (Oktober 2010 – April 2011)
- Sait Karafırtınalar (April 2011 – Juni 2013)
- Kemal Kılıç (August 2013 – November 2013)
- Mustafa Bahadır (November 2013 – Juni 2014)
- Sait Karafırtınalar (Juni 2014 – Dezember 2014)
- Mustafa Bahadır (Januar 2015 – )
- Levent Eriş (Februar 2019 – )

## Präsidenten (Auswahl)
- Hüsnü Kaya
- Mehmet Sevinç